# ウォッシュロード
ウォッシュロード（英語：wash load）は、河床砂礫よりも細かい粒径の土砂で構成されている流砂である。流速が遅くなってもなかなか沈殿しないため、ひとたび流水中に取り込まれれば、長い距離を流下しやすい。
ウォッシュロードの粒径範囲は、0.1 - 0.2mm以下程度である。
- d>0.1 - 0.2mmの粒子は、掃流力の増加に対応して、掃流状態から浮遊状態へ遷移する。しかし、その遷移は急激ではなく、掃流砂と浮遊砂が共存する輸送形式をもって、河床を構成する砂礫となる。
- d<0.1 - 0.2mmの粒子は、摩擦速度が掃流限界を超える付近で、浮遊砂への移行が急激に生じる。主として浮遊形式で輸送され、移動河床中にはほとんど存在しえず、ウォッシュロードとなる。